# Exceptia
Exceptia is een geslacht van vlinders van de familie tastermotten (Gelechiidae).

## Soorten
- E. hospita Povolny, 1989
- E. neopetrella (Keifer, 1936)